# Guillaume de Jumièges
Guillaume de Jumièges, magyarosan Jumièges-i Vilmos (1000 körül – 1070 körül) latin nyelven író középkori normann író, Britannia 1066-os normann meghódításának kortárs krónikása, jumièges-i szerzetes. Életéről és személyéről csak annyit tudunk, amennyit ő maga Hódító Vilmoshoz írt művéhez csatolt dedikációjában elárul magáról, illetve amennyit művének folytatója, Orderic Vitalis említ róla.

## Élete és műve
Ezen adatok alapján valószínű, hogy 1000 körül született, és a 11. század első negyedében lépett be a jumièges-i apátságba, ahol egy Thierry de Mathonville nevű paptól kapta a képzését. Ordericus Vitalis azt tudja róla, hogy beceneve a Calculus volt. 1070 után halhatott meg.
1070 körül állította össze a normann hercegek cselekedeteiről szóló művét (Gesta normannorum ducum). Egy korábbi mű, a 
Saint-Quentin-i Dudo által De moribus et actis primorum Normannorum ducum címen 996 és 1015 között írt munkát folytatja – kiegészítve azt II. Richárd, III. Richárd és I. Róbert normann hercegek életrajzaival. Miután Hódító Vilmos Anglia királya lett, Vilmos kiegészítette művét Hódító Vilmos életével. Az eseményeket nem titkolt normann büszkeséggel írta meg, és noha nem volt katona, meglepően szakszerűen számol be a hadműveletekről.

## Ahastingsi csata
Vilmos herceg így arra kényszerült, hogy csak szemlélje Harold napról napra növekvő erejét akkor, amikor a herceg volt az, akit a királyi fejékkel kellett volna koronázni. Ő ezért gyorsan flottát épített háromezer hajóból. Végül is ez a flotta Szt. Valerynél, Pothieu-ben vetett horgonyt, ahol ő erős lovakkal és igen sok bátor emberrel, páncélingekkel és sisakokkal töltötte meg. Azután, amikor kedvező szél támadt, vitorlát bontott és átkelve a tengeren, Peveseynél partra szállt, ahol azonnal egy várat építettek erős földsánccal. Ezt egyik serege védelmére hagyta és másokkal Hastingshez sietett, ahol másik hasonló erősséget emeltek. Harold, nem hallgatva a figyelmeztetésre, megtámadta ezt, miután egész éjjel lovagolt, s kora reggel érkezett meg a csatamezőre.

De a herceg elővigyázatos volt az ellenség éjjeli támadásával szemben, és amint a sötétség közeledett, megparancsolta embereinek, hogy maradjanak fenn hajnalig. Hajnalhasadáskor pedig csapatait három csatasorba állította fel és rendületlenül a félelmetes ellenfél ellen indult. A csata a nap harmadik órájában kezdődött és vérontás zűrzavara között az éj leszálltáig tartott. Harold maga, seregének élén harcolva, halálos sebtől borítva elesett. És az angolok látván királyuk halálát, elveszítették hitüket biztonságukban, és amikor az éj leszállt, megfordultak és elmenekültek.
Jumièges-i Vilmos művét a 12. században folytatta Orderic Vitalis.

## Fordítás
- Ez a szócikk részben vagy egészben  a   Guillaume de Jumièges című francia Wikipédia-szócikk ezen változatának fordításán alapul.  Az eredeti cikk szerkesztőit annak laptörténete sorolja fel. Ez a jelzés csupán a megfogalmazás eredetét és a szerzői jogokat jelzi, nem szolgál a cikkben szereplő információk forrásmegjelöléseként.

## További információ
- Magyar nyelvű részletekː Középkori egyetemes történeti szöveggyűjtemény. Szerk.: Sz. Jónás Ilona, Budapest, Osiris Kiadó, 1999. Online elérés
- Magyar nyelvű részletekː Krónikások – krónikák I-II. (I.: Róma utódai, V-X. század, II.: Az új évezredben, XI-XIII. század), Gondolat Kiadó, Budapest, 1960. 75-76. old.